# Formeel (bouwkunde)
Een formeel is in de bouwkunde de, veelal houten, ondersteuningsconstructie bij het metselen van een boog of gewelf die ervoor zorgt dat de boog of het gewelf de gewenste vorm krijgt. Wanneer de specie gezet is wordt het formeel verwijderd.

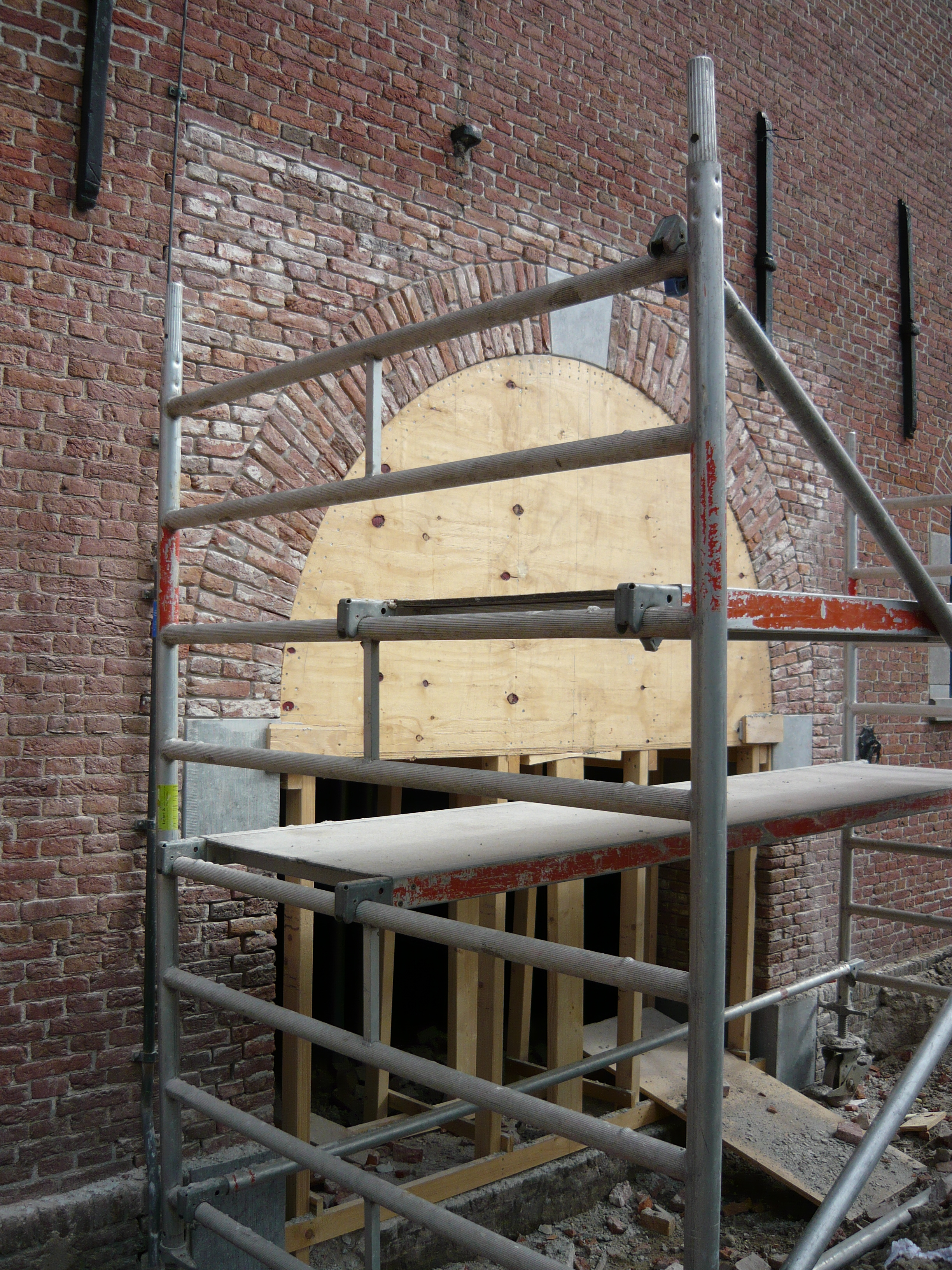
Toepassing van een formeel bij een rondboog.